# Quản thúc Tiên
Quản Thúc Tiên (chữ Hán: 管叔鮮; ? - 1113 TCN hoặc 1040 TCN), tên thật là Cơ Tiên (姬鮮), là vị vua đầu tiên và duy nhất nước Quản thời Tây Chu trong lịch sử Trung Quốc.

## Thân thế
Cơ Tiên là con thứ ba của Tây bá Hầu Cơ Xương. Người anh cả của ông là Bá Ấp Khảo đã mất sớm. Cơ Tiên có tám người anh em cùng mẹ là: anh hai Vũ Vương Cơ Phát, các em: Chu Công Đán, Sái Thúc Độ, Tào Thúc Chấn Đạc, Thành Thúc Vũ, Hoắc Thúc Xử (霍叔處), Khang Thúc Phong, Đam Thúc Tái.

## Làm vua nước Quản
Khoảng năm 1123 TCN, các chư hầu nhất loạt theo Tây bá Cơ Phát nổi dậy đi đánh vào kinh đô Triều Ca của nhà Thương. Trụ vương bị thua trận, chạy lên Lộc Đài tự thiêu. 
Nhà Thương mất, Cơ Phát lên làm vua, lập ra nhà Chu, tức là Chu Vũ vương. Chu Vũ Vương biết lòng người còn nhớ nhà Ân, nên không làm tuyệt hương hoả nhà Ân, bèn phong cho Vũ Canh tiếp tục cai trị đất Ân. Các vùng xung quanh nhà Ân còn chưa hoàn toàn thần phục nhà Chu, nên Chu Vũ Vương chia làm ba khu vực: phía bắc Triều Ca đến đất Bội phong cho em trai Vũ Vương là Hoắc Thúc Xử; phía đông Triều Ca là đất Vệ phong cho Quản Thúc Tiên, phía tây Triều Ca là đất Dung phong cho người em khác là Sái Thúc Độ.
Trên danh nghĩa, Quản Thúc Tiên cùng hai người em có trách nhiệm giúp đỡ Vũ Canh nhưng trên thực tế, họ được Chu Vũ Vương dùng để giám sát, kiềm chế Vũ Canh, vì vậy sử gọi họ là "Tam giám".

## Theo Vũ Canh chống nhà Chu
Chu Vũ Vương lên ngôi khi tuổi đã cao nên chỉ ít năm sau thì qua đời. Thái tử Tụng còn nhỏ lên nối ngôi, tức là Chu Thành Vương. Chu Công Đán được Chu Vũ Vương uỷ thác phụ chính cho cháu.
Vũ Canh ở đất Ân nhân cơ hội nhà Chu mới dựng, vua mới của nhà Chu còn nhỏ, nên định khôi phục nhà Ân. Khi đó Chu Công Đán làm phụ chính tự mình xử lý mọi công việc trong triều đình, có ý kiến dị nghị Chu Công chuyên quyền lấn át thiên tử. Vũ Canh tìm cách liên lạc với Tam giám để chia rẽ họ với triều đình nhà Chu.
Do sự thuyết phục của Vũ Canh, Quản Thúc Tiên cùng 2 người em là Hoắc Thúc Xử và Sái Thúc Độ đều đồng tình theo Vũ Canh chống lại Chu Công Đán và Chu Thành Vương. Quản Thúc Tiên sai người phao tin rằng:
Chu công có âm mưu cướp ngôi vua
Vũ Canh dụ bộ lạc Hoắc Địa theo mình, cùng Quản Thúc Tiên, Hoắc Thúc Xử và Sái Thúc Độ nổi dậy chống nhà Chu. Chu Công và Thiệu công Thích tập trung dàn xếp xong việc nội chính, sau đó Chu Công mang quân đi đông chinh.
Sử sách không nói rõ chi tiết diễn biến cuộc chiến, nhưng ghi lại cuộc chiến kéo dài trong 3 năm. Sau cùng, Chu Công Đán đánh bại được Vũ Canh. Quản Thúc Tiên và Vũ Canh bị Chu Công giết chết; Hoắc Thúc Xử và Sái Thúc Độ bị bắt đi đày.
Chu Công Đán cho con Sái Thúc Độ là Sái Trọng Hồ nối nghiệp giữ nước Sái, không truất bỏ, nhưng với nước Quản thì tiêu diệt. Vì vậy Quản Thúc Tiên bị tuyệt tự không có người kế vị. Ông là vị vua duy nhất của nước Quản.
Đất cũ của nhà Ân do Vũ Canh và Quản Thúc Tiên cai quản bị Chu Công Đán chia làm đôi, nửa phong cho anh vua Trụ là Vi Tử gọi là nước Tống, nửa kia phong cho em Chu Vũ Vương là Khang Thúc Phong, gọi là nước Vệ.